# ژیگس
ژیگِس (‎/ˈdʒaɪdʒiːz/‎، ‎/ˈɡaɪdʒiːz/‎؛ لیدیایی: 𐤨𐤰𐤨𐤠𐤮 کوکاش؛  اکدی: 𒄖𒊌𒄖 گوگّو، 𒄖𒄖 گوگو؛  یونانی باستان: Γύγης گوگیس؛ سلطنت حدود. ۶٨٠-۶۴۴ پیش از میلاد) پادشاه لیدیه و بنیان‌گذار سومین دودمان پادشاهی لیدیه یا سلسله مرمناد بود. او اولین پادشاه لیدیایی بود که تلاش کرد تا لیدیا را به امپراطوری قوی تبدیل کند . او به گفته هرودوت 38 سال پادشاهی کرد . 
او پیش از سلطنت، محافظ مخصوص  کاندولا پادشاه لیدیه بود که برای رسیدن به تاج و تخت، او را به قتل رساند. این اقدام او توسط غیبگوی نیایشگاه دلفی تایید شد و اینگونه از ایجاد جنگ داخلی در لیدیه جلوگیری شد. ژیگس دوران سلطنت خود را به تحکیم سلطنت‌ خود و گسترش قدرت نظامی لیدیه کرد.

## نام
نام "ژیگس" در حقیقت شکل رومی شده کلمه یونانی "گوگیس" (Γύγης) است. در سالنامه های آشوربانیپال چندین بار به گو(گ)گو، پادشاه لودّی اشاره شده است که بسیاری آن را همان ژیگس می‌پندارند. "ژیگس" و "گو(گ)گو" به ترتیب شکل یونانی و اکدی شده نام لیدی کوکاش(𐤨𐤰𐤨𐤠𐤮)است که به معنای "پدربزرگ" می‌باشد. نام "کوکاش" ریشه در زبان نیاهندواروپایی دارد که به شکل های گوناگونی در خانواده زبان های آناتولی متجلی شده است. مانند ḫuḫḫa- (𒄷𒄴𒄩-) در زبان هیتی، ḫūḫa- (𒄷𒌋𒄩) و huha- (𔕳𔓷-) در زبان لووی، xuga- (𐊜𐊒𐊄𐊀-) در زبان لیکیایی، و همچنین avus در زبان لاتین، که همه معمای پدربزرگ می‌دهند.
برخی دیگر عقیده دارند که واژه "کوکاش" از یک واژه کاریایی به نام Quq (𐊨𐊲𐊨) به معنای پدبزرگ گرفته شده است که با لغت پدربزرگ در بقیه زبان های آناتولی ارتباط دارد. اگر این فرضیه درست باشد احتمالا این نام به اصلیت کاریایی سلسله مرمناد ارتباط دارد.
شکل لیدیایی نام ژیگس بر روی نوشته های سکه‌های نوه‌اش الیاتس، Kukalim (𐤨𐤰𐤨𐤠𐤩𐤦𐤪) به معنای "من از [نسل] کوکاش هستم"، یافت می‌شود.

## زندگی، سلطنت‌ و مرگ
از اصل و نسب ژیگس اطلاعاتی در دسترس نیست، جز گفته هرودوت، که ادعا می‌کند ژیگس پسر مردی به نام داسکیلوس است.

### به قدرت رسیدن
شواهد تاریخی نشان می‌دهد که ژیگس از طریق سرنگون کردن پادشاه وقت لیدیه از دودمان هراکلید ها، به نام کاندولا، به سلطنت‌ لیدیه دست یافت. ژیگس در کودتا علیه کاندولا از حمایت یکی از شاهزادگان کاریایی میلاس، به نام آرسه‌لیس، برخوردار شد، این نشان می‌دهد که احتمالا ژیگس روابط خوبی با اشراف کاریایی داشته است و در کنار زدن کاندولا از حمایت های آنها برخوردار بود. به قدرت رسیدن گیگز در شرایطی اتفاق افتاد که در حدود سال ۶٧۵ پ.م در پی تهاجم اقوام کیمری، مردمی کوچ نشین از استپ های اوراسیا که به آسیای غربی حمله کرده بودند، بزرگترین قدرت آناتولی، یعنی پادشاهی فریگیه نابود شده بود.
بلافاصله پس از اینکه ژیگس سلطنت‌ را به‌دست گرفت، غیب‌گوی معبد خدای آپولون در دلفی مشروعیت سلطنت او را تأیید کرد. ژیگس برای تشکر از غیب‌گو، هدایای زیادی از طلا و نقره به معبد دلفی فرستاد. طبق گفته هرودوت (که از این پیشکش ها به عنوان ژیگاداس یاد می‌کند) این هدایا در زمان حیات او هنوز در معبد دلفی وجود داشت، مخصوصا بیشتر هدایای از جنس نقره او. قابل توجه ترین این هدایا شش جام از جنس طلا بود که وزن آنها مجموعاً سی تالان بود.

### جنگ با دولتشهر های ایونی
ژیگس از خلاء قدرت ایجاد شده در آناتولی، به دلیل تهاجمات کیمری ها، برای تحکیم پادشاهی خود و تبدیل آن به یک قدرت نظامی استفاده کرد و به همین منظور، بلافاصله پس از به قدرت رسیدن، به دولتشهر های ایونی میلتوس، سمورنا و کولوفون حمله کرد. اما نتوانست میلتوس را فتح کند و با شهر صلح کرد، و به میلتوسی ها امتیاز داد تا در مناطق ساحلی آسیای صغیر که تحت کنترل لیدیه است مستعمره تاسیس کنند. تلاش ژیگس برای تصرف سمورنا نیز با شکست مواجه شد و ساکنان شهر با موفقیت توانستند حملات او را دفع کنند و پس از آن روابط مسالمت آمیز و دوستانه‌ای بین لیدیه و این شهر برقرار شد و منجر به استفاده لیدیایی ها از بندر سمورنا برای صادرات محصولات و واردات غلات شد و صنعتگران لیدیایی اجازه یافتند در کارگاه های سمورنیوت مستقر شوند. این روابط نزدیک بین سمورنا و لیدیا زمانی پایان یافت که نتیجه ژیگس، الیاتس، سمورنا را در حدود ۶٠٠ پ.م فتح کرد. حمله ژیگس به کولوفون موفقیت آمیزتر بود و توانست آنجا را تسخیر کند اما کولوفون به زودی استقلال خود را بازیافت و تا زمانی الیاتس، دیگر تحت سلطه لیدیه قرار نگرفت.

### اتحاد با کاریایی ها
در جنوب ژیگس به داشتن اتحاد با سلسله های مختلف دولت شهر های کاریا ادامه داد . وارثان او نیز به این اتحاد ادامه دادند و آن را با ازدواج های سیاسی قوی تر کردند . او روابط بهتری با شهر سایم مهم ترین شهر منطقه آئولیا داشت . او با شهر افسوس در منطقه ایونیه نیز متحد بود و حاکم این شهر با دختر او ازدواج کرده بود .

### جنگ با کیمری ها
در سال ۶۶۵ پ.م، میان ژیگس و کیمری ها جنگ درگرفت. تقریباً در همان زمان، طبق نوشته‌های آشوری نو، ژیگس در خواب دید که خدای آشور بر او ظاهر شد و به او گفت که از آشوربانیپال کمک بخواهد و برای او خراج بفرستد. ژیگس با فرستادن دیپلمات‌هایی به نینوا با دربار آشور تماس گرفت، اما به جای خراج، فقط به او هدایایی داد و به همین دلیل از تحت الحمایه آشور شدن خودداری کرد. ژیگس به زودی، بدون کمک آشور، مهاجمان کیمری را شکست داد و اسیران کمیری را، که در حین ویران کردن سرزمین‌های لیدیه اسیر شده بودند، به نینوا فرستاد.

### فتوحات
بعد از دفع کیمری ها و با کمک شهر سایم ژیگس از خلا قدرتی که نابودی پادشاهی فریگیه به دست کیمری ها به وجود اورده بود استفاده کرد و منطقه ترواد در اناتولیای شمالی را بدون مقاومت زیادی فتح کرد . بعد از آن  شهرک نشینان لیدیایی را در آن منطقه ساکن کرد و در شهر سیزیک شکارگاهی ساخت . در زمان حکومت لیدیایی ها شهر تروا به موقعیت مهمی رسید و تبدیل به یک مرکز مهم اداری شد .

### مرگ
در سال 644 قبل از میلاد کیمریایی ها برای بار سوم به لیدیا حمله کردند . این بار لیدیایی ها شکست خوردند و ساردیس غارت شد و ژیگس کشته شد . آشوری ها شکست و مرگ او را بخاطر حرکات مستقل از آشور و کمک به فرعون مصر می دانستند . پسرش آردیس جانشین او شد .

## روایت‌ هرودوت از ژیگس
هرودوت می‌نویسد که ژیگس نیزه‌دار سادیارتس (کاندولا) آخرین پادشاه لیدیه از دودمان هرکلات‌ها بود. وی عاشق زن پادشاه شد و او را بکشت و بجایش نشست و دولت لیدی را نیرو بخشید مخصوصاً سواره نظامی تشکیل کرد که در تمامی مشرق زمین معروف بود پس از آن چون دید که قوی است بعض مستعمرات یونانی را در آسیای صغیر تابع کرد و با برخی دیگر قراردادهایی بست. هرودوت داستان عشق ژیگِـس و زن پادشاه را چنین روایت کرده‌است:
کاندولا آخرین پادشاه سلسله هراکلیدای زنی داشت که از حیث جمال بی‌نظیر بود و پادشاه بسیار او را دوست می‌داشت. کاندولا نیزه‌داری داشت موسوم به ژیگِـس که بسیار مورد اعتماد بود. روزی پادشاه به او گفت من هر چه از زیبایی زن خود تعریف می‌کنم می‌بینم که تو باور نمی‌کنی! این است که می‌خواهم تو او را در خوابگاه وقتی که رختهای خود را کنده و می‌خواهد بخوابد ببینی. نیزه‌دار امتناع کرد ولی کاندولا چندان اصرار ورزید تا سرانجام قرار شد پادشاه او را در خوابگاه مخفی بدارد و او ملکه را برهنه ببیند. بعد چنین کرد و زن دریافت که این قضیه بی‌دخالت شوهر ممکن نبوده‌است روی دهد. و برای کشیدن انتقام چنین افتضاحی از شوهر خود، روز دیگر نیزه‌دار را خواست و به او گفت از دو راه یکی را باید انتخاب کنی یا پادشاه را کشته ملک او و مرا به دست آوری یا با من کشته شوی. ژیگِـس پس از اینکه دید ملکه در عزم خود راسخ است شرط اول را قبول کرد و در پشت همان در پنهان شد و شبانه پادشاه را در خواب بکشت، بعد ملکه را گرفت و به تخت نشست و بانی سلسلهٔ مِرمِنادها گردید.